# 倒別牛
倒別牛，是臺灣新竹縣芎林鄉的一個傳統地域名稱，位於該鄉中部。相較於今日行政區，其範圍大致與新鳳村相近。

## 歷史
台灣清治末期至日治初期，倒別牛地區為一街庄，稱為「倒別牛庄」，隸屬於竹北一堡。該庄西北與九芎林庄為鄰，北及東北與中坑庄為鄰，東南與王爺坑庄為鄰，南邊為石壁潭庄，西南邊為柯仔林庄。
1901年（日治明治三十四年）11月，全台廢縣廳改設二十廳，該庄隸屬於新竹廳。1909年（明治四十二年）10月，合併二十廳為十二廳，該庄隸屬不變。1920年（大正九年），廢十二廳改設五州二廳，該庄改制為「倒別牛」大字，隸屬於新竹州竹東郡芎林庄，大字下有「倒別牛」、「燥坑」、「五股林」小字名。
戰後芎林庄改制為芎林鄉，隸屬於新竹縣，大字亦改制為村。1950年桃、竹、苗分治，芎林鄉隸屬不變。

## 交通
國道3號又稱「福爾摩沙高速公路」，是貫穿台灣西部的兩條縱向高速公路之一，大致以橫向轉東北－西南走向經過倒別牛地區西北端。境內未設交流道，但位於西鄰柯子林的縣道120號交會口即為竹林交流道，由此進入可快速前往台灣西部各地。
縣道120號（富林路二段）是竹北下斗崙至尖石八五大橋的道路，也是頭前溪北岸主要的連絡道路，大致以西北—東南走向轉縱向經過本地區西南端，向西北可前往竹林交流道、六家北郊後於竹北下斗崙與省道台1線交會，向東南可前往內灣、尖石等地。
縣道123號（文衡路、富林路二段、福昌街）是芎林下山橋至竹東的道路，大致以北北西—南南東走向蜿蜒經過本地區西部邊界地帶，向北北西可前往芎林市區、下山橋並止於縣道120號路口，向南南東可前往竹東。該縣道在本地區西南部有一路段與縣道120號共線。
鄉道竹24線也是本地區內部主要連絡道路之一，起點為柯子林附近的縣道123號路口，終點為倒別林（倒別牛）山區，台灣小百岳之一的飛鳳山入口牌樓與登山口即在此路上。鄉道竹24-1線也是本地區內部另一連絡道路，起點為五股林附近的縣道123號路口，終點亦為倒別林（倒別牛）山區。

## 學校
- 芎林國中

## 景點
- 飛鳳山（台灣小百岳之一）：位於東部與中坑、王爺坑的交界處。